# Пинский проезд
Пи́нский прое́зд (название с 12 апреля 1985 года) — проезд в Москве в районе Фили-Давыдково между Малой и Большой Филёвскими улицами.

## Происхождение названия
Название перенесено в 1985 году на новый проезд после упразднения одиннадцати Пинских переулков, переименованных в 1966 году. Назван по белорусскому городу Пинск, в связи с расположением в западной части Москвы.

## Описание
Проезд соединяет Малую и Большую Филёвские улицы. Начинается T-образным перекрестком от Малой Филёвской у наземной части путей Филёвской линии метрополитена и заканчивается Т-образным перекрестком на Большой Филёвской у Филёвского Парка. Нумерация домов начинается от Малой Филёвской. В проезде расположено 7 домов в основном хрущёвской застройки.

## Здания и сооружения
- Пинский проезд расположен у входа в Филёвский Парк — очень приятное и живописное место, где протекает Москва-река.
- В первом (угловом с Малой Филёвской улицей) доме расположены универсам «Магнит» и аптека.
- В конце улицы (на углу с Большой Филёвской) напротив № 7 расположена круглосуточная автомойка.

По нечётной стороне:
По чётной стороне:

## Транспорт
С точки зрения транспорта имеет достаточно выгодное месторасположение:
- Географически находится между ст. метро «Пионерская» и ст. метро «Филёвский Парк» в шаговой доступности от обеих станций метро.
- По улице ходит автобус № 283[3]; автобусная остановка расположена напротив дома № 6.
- На автотранспорте выезд как в сторону Третьего транспортного кольца, так и в сторону Рублёвского шоссе.

### Особенности транспорта
- Пинский проезд за счет массы припаркованных машин превращается в достаточно узкую улицу из-за чего встречный разъезд с ходящим по улице автобусом бывает проблематичным.
- Светофоров на обоих Т-образных перекрёстках нет. С Пинского проезда возможны как левый так и правый поворот. На пересечении с Малой Филёвской улицей висит знак «Уступи дорогу». На пересечении с Большой Филёвской такого знака нет, однако интенсивность движения ограничена «Лежачими полицейскими».